# 今井義夫
今井 義夫（いまい よしお、1939年1月14日 - 2012年6月10日）は、経済産業大臣指定伝統的工芸品西陣爪掻本綴織　爪掻本つづれ織の織師。京都府京都市出身、昭和55年三代目今井 春凰（いまい しゅんおう）を襲名。本綴秀作発表会入賞、伝統的工芸品展入賞など数々の受賞経歴を持ち、平成14年にロスアンゼルス個展、平成15年サフランシスコ個展を開催する。「京都府伝統産業優秀技術者 京の名工」、「経済産業大臣指定伝統的工芸品　西陣織伝統工芸士」に認定されている。

## 来歴
- 1939年1月14日生京都府京都市
- 1980年今井春凰を襲名
- 1983年 経済産業大臣指定伝統的工芸品 西陣織伝統工芸士認定[1]される
- 2002年ロスアンゼルス個展
- 2003年サフランシスコ個展
- 2008年 京都府伝統産業優秀技術者 京の名工認定[2] [[[京都府知事]]より表彰される
- 2012年6月10日没

## 脚注

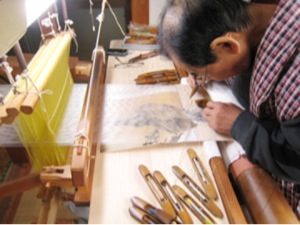
三代目今井春凰